# 勢多 (砲艦)
| 勢多               |                                                        |
| 艦歴               |                                                        |
| 計画               | 1920年度                                               |
| 起工               | 1922年4月29日（日本） 1923年1月25日（上海、工事着手）  |
| 進水               | 1923年6月30日（上海）                                  |
| 完成               | 1922年11月（日本）                                     |
| 就役               | 1923年10月6日                                          |
| 除籍               | 1945年9月30日（大日本帝国海軍） 1960年代（人民解放軍） |
| 性能諸元（竣工時） |                                                        |
| 排水量             | 基準：330t 常備：338t 公試：383t                       |
| 全長               | 56.08m                                                 |
| 全幅               | 8.23m                                                  |
| 吃水               | 1.02m （公試平均）                                     |
| 主缶               | ロ号艦本式混焼缶2基                                    |
| 主機               | 直立2段膨張レシプロ2基2軸 2,100hp                      |
| 速力               | 16.0kt                                                 |
| 航続距離           | 1,750NM / 10.0kt （石炭20t 重油74t）                   |
| 乗員               | 62名                                                   |
| 兵装               | 40口径8cm単装高角砲2門 留式7.7mm機銃6挺                |

勢多（せた）は、日本海軍の砲艦。勢多型砲艦の1番艦である。

## 艦歴
播磨造船所において1922年11月に完成、それを解体し上海に輸送、東華造船会社で組立てを行い、1923年10月6日に竣工、二等砲艦に類別された。
1931年6月1日、砲艦に類別変更。翌年の第一次上海事変において、上海や長江方面の警備に従事した。日中戦争において、上海陸上作戦の支援、長江遡行作戦に加わった。太平洋戦争においては、長江流域の警備に従事した。1944年10月1日に軍艦から除かれ艦艇の砲艦に類別が変更された。
終戦時には上海で顕在であり、その後、中華民国に接収され国府海軍の「長徳 Chang-Teh」となった。1949年11月30日に郝穴等と共に中華人民共和国に投降。「閩江」と改名され、1960年代まで在籍していた。

## 艦長
※『日本海軍史』第9巻・第10巻の「将官履歴」に基づく。
艤装員長
- 鈴木幸三 少佐：1923年1月20日 - 1923年10月6日

艦長
- 鈴木幸三 少佐：1923年10月6日 - 1925年1月6日[1]
- 岩原盛恵 少佐：1925年1月6日[1] - 1925年11月17日[2]
- 池田七郎 少佐：1925年11月17日[2] - 1926年6月1日[3]
- 山崎助一 少佐：1926年6月1日 - 1926年12月1日
- 河原金之輔 少佐：1926年12月1日[4] - 1927年11月15日[5]
- 柴田弥一郎 少佐：1927年11月15日 - 1929年10月10日
- 大谷雄介 少佐：1929年10月10日[6] - 1931年6月5日[7]
- 来島茂雄 少佐：1931年6月5日[7] - 1932年12月1日[8]
- 杉本道雄 中佐：1932年12月1日 - 1933年11月1日
- 中尾八郎 中佐：1933年11月1日 - 1934年11月1日
- 上条深志 中佐：1934年11月1日 - 1935年11月15日
- 吉見信一 中佐：1935年11月15日 - 1937年10月7日
- 寺崎隆治 少佐：1937年10月7日 - 1938年7月27日[9]
- 近藤三郎 中佐：1938年7月27日 - 1940年6月1日
- 岸良幸 中佐：1940年6月1日 - 1940年10月5日
- 宮下亮 少佐：1940年10月5日[10] -

## 同型艦
- 勢多 - 比良 - 保津 - 堅田

## 参考資料
- 呉市海事歴史科学館編『日本海軍艦艇写真集 航空母艦・水上機母艦』ダイヤモンド社、2005年。
- 海軍歴史保存会『日本海軍史』第7巻、第9巻、第10巻、第一法規出版、1995年。